# Второй Торуньский мир
Второ́й То́руньский мир — мирный договор между Тевтонским орденом и Королевством Польским, подписанный 19 октября 1466 года в городе Торунь (с нем. — «Торн»). Завершил Тринадцатилетнюю войну 1454—1466 годов, начавшуюся восстанием Прусской конфедерации против власти крестоносцев.

## Описание
Документ представляет собой тетрадь, состоящую из 3 пергаменных листов (12 страниц) размером 456x296 мм. Текст на латинском языке. Привешено 55 печатей. Содержит собственноручную роспись и нотариальные знаки папского легата Рудольфа Рюдесхаймского, а также росписи публичных нотариусов: Яна Эвих де Аттендорна и Станислава Франко Редковичского.

## Условия
Обе стороны согласились на подтверждение условий мира римским папой Павлом II и императором Священной Римской империи Фридрихом III, но польская сторона настояла (а тевтонцы вынужденно согласились), что мир действителен и без такого подтверждения.
По Торуньскому миру к Польше отошла западная часть владений ордена — Гданьское Поморье, земли Хелминьская и Михаловская, Меве, Мальборк, Эльблонг и княжество-епископство Вармия. Впоследствии эта часть владений Ордена стала называться польской или Королевской Пруссией. Орден, столицей которого после потери Мальборка (Мариенбурга) стал Кёнигсберг, признал себя вассалом польского короля.
|                             |                      |                                             |                     |
| Тевтонский орден после 1466 | Первый лист договора | М. Ярочиньский, Второй Торуньский мир, 1873 | Пруссия в 1466-1722 |

## Публикации
- Weise E., Die Staatsverträge des Deutschen Ordens in Preussen im 15. Jahrhundert, t. 2 (1437—1467), Marburg 1955, nr 403;
- Grzegorz M., Analiza dyplomatyczno-sfragistyczna dokumentów traktatu toruńskiego 1466 r., Toruń 1970, s. 170—219.